# Тутті фрутті
Тутті фрутті або тутті-фрутті (від італійського tutti i frutti, «усі фрукти») — це барвистий кондитерський виріб, що містить різні нарізані та зазвичай зацукровані фрукти або штучні чи натуральні добавки, що імітують комбінований смак багатьох різних фруктів і ванілі.
Це популярний смак морозива в багатьох західних країнах. Фрукти, які використовуються для морозива тутті фрутті, включають вишні, кавун, родзинки та ананаси, часто додані горіхами.
У Нідерландах tutti-frutti (також «tutti frutti», «tuttifrutti») — компот із сухофруктів, який подають як десерт або як гарнір до м'ясної страви. У Бельгії тутті-фрутті часто сприймають як десерт. Як правило, він містить поєднання родзинок, смородини, абрикосів, чорносливу, фініків та інжиру.
У Сполучених Штатах тутті фрутті також може стосуватися фруктів, змочених бренді чи іншим спиртним напоєм, або навіть фруктів, ферментованих у рідині, що містить цукор і дріжджі.
У Люксембурзі tutti fruitty означає фруктовий салат, переважно розфасований, консервований фруктовий салат із супермаркету.
У Фінляндії Tutti Frutti — це суміш фруктових цукерок, вироблена Fazer.

## Історія

### Морозиво
Морозиво тутті-фрутті подають принаймні 160 років тому, як воно з'явилося у квитанції на вечерю в Англії 1860 року. Рецепти морозива тутті фрутті були знайдені в кулінарних книгах кінця 19 століття. Рецепт морозива тутті-фрутті був включений у кулінарну книгу 1874 року Common Sense in the Household: A Manual of Practical У кулінарній книзі The Chicago Herald Cooking School 1883 року також є рецепт морозива тутті фрутті. У меню багатьох ресторанів близько 1900 року в колекції Нью-Йоркської публічної бібліотеки також міститься перелік цього сорту морозива тоді як принаймні одна американська кулінарна книга початку 20-го століття містить припущення, що морозиво тутті-фрутті було популярним у Сполучених Штатах. Італійська кулінарна книга містить рецепт льоду тутті фрутті та говорить: «Це не те морозиво тутті фрутті, яке відоме в Америці».

### Інше
У 1888 році одним із перших ароматів жувальної гумки, який продавався в торговому автоматі, створеному Adams New York Gum Company, було тутті-фрутті.
Кулінарна книга 1928 року «Сімсот сендвічів» Флоренс А. Коулз (опублікована в Бостоні) містить рецепт «Сандвіча Тутті Фрутті» зі збитими вершками, фініками, родзинками, інжиром, волоськими горіхами та цукром.
Багато компаній використовують його як ароматизатор, наприклад популярний угорський безалкогольний напій Tutti Juice зі смаком тутті фрутті.